# HMS C31
HMS C31 – brytyjski okręt podwodny typu C. Zbudowany w roku 1909 w  Vickers w Barrow-in-Furness. Okręt został wodowany 2 września 1909 roku i rozpoczął służbę w Royal Navy 19 listopada 1909 roku. Pierwszym i jedynym dowódcą był Lt. G. Pilkington.
W momencie wybuchu I wojny światowej C31 stacjonował w Dover przydzielony do Czwartej Flotylli Okrętów Podwodnych (4th Submarine Flotilla).
HMS C31 brał udział działaniach wojennych na Morzu Północnym.  4 stycznia 1915 roku został wysłany z Dover do patrolowania wybrzeży Belgii w okolicach Zeebrugge. Okręt z patrolu nie powrócił zginęła cała załoga. Istnieją dwie wersje losu okrętu. Jedna mówi o wpadnięciu na minę, druga że okręt osiadł na mieliźnie w czasie odpływu i został zniszczony przez artylerię nabrzeżną.